# Комяга (хутор)
Комяга — хутор в Нижнедевицком районе Воронежской области.
Входит в состав Хвощеватовского сельского поселения.

## География

### Улицы
- ул. Лесная
- ул. Луговая